# Église Saint-Brice de Cernay-la-Ville
L'église Saint-Brice de Cernay-la-Ville est une église catholique paroissiale, située à Cernay-la-Ville, dans les Yvelines, en France.

## Historique
Elle a été bâtie à l'emplacement d'une église remontant au XIIe siècle.

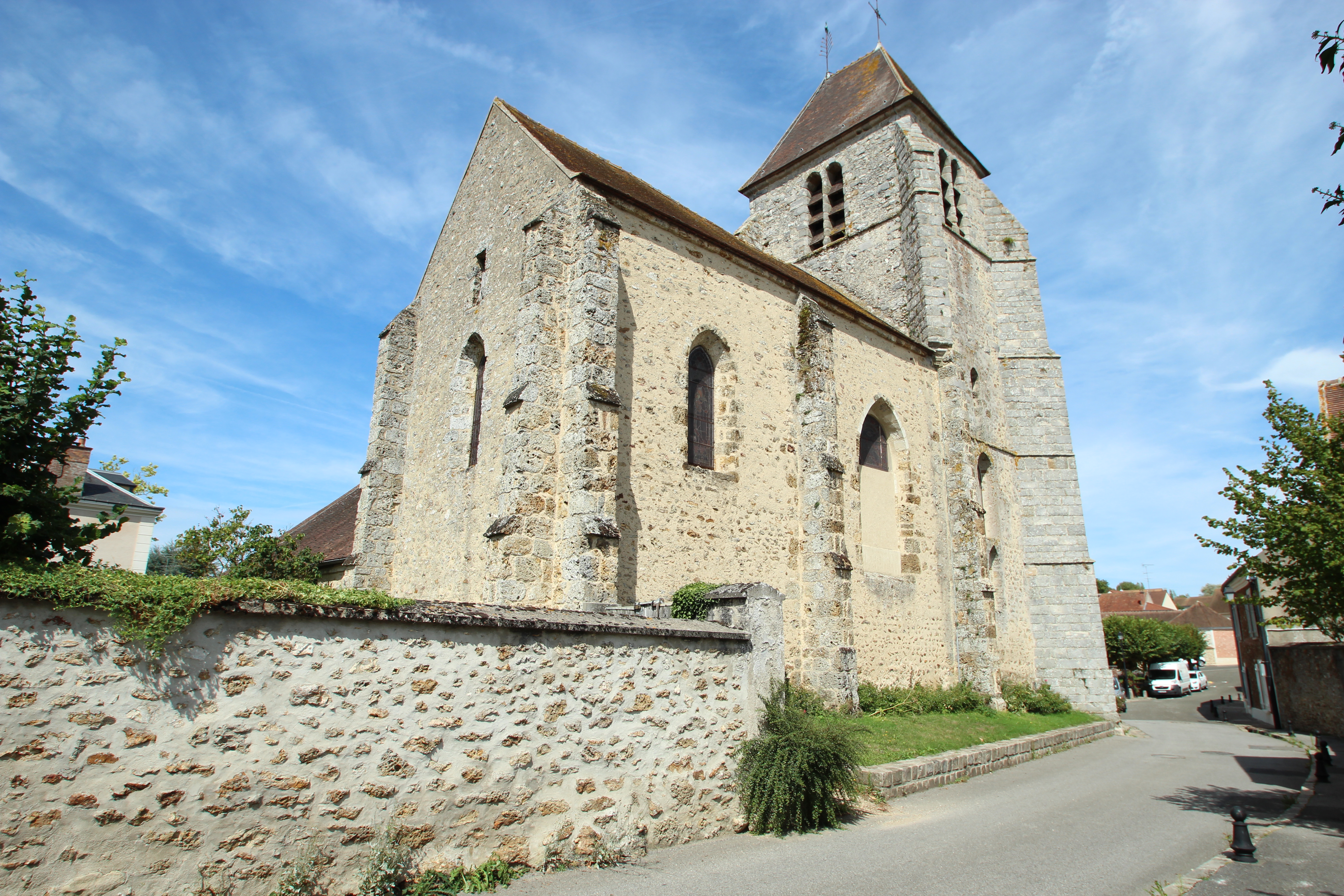
L'église Saint-Brice en 2015.

Des recherches archéologiques menées en 2018 aux abords de l’église, dans l’enceinte de l’ancien cimetière, ont permis de démontrer une occupation mérovingienne et ont mis au jour cent cinquante fosses sépulcrales,.
Elle est inscrite aux monuments historiques par arrêté du 20 juin 1928.

## Description

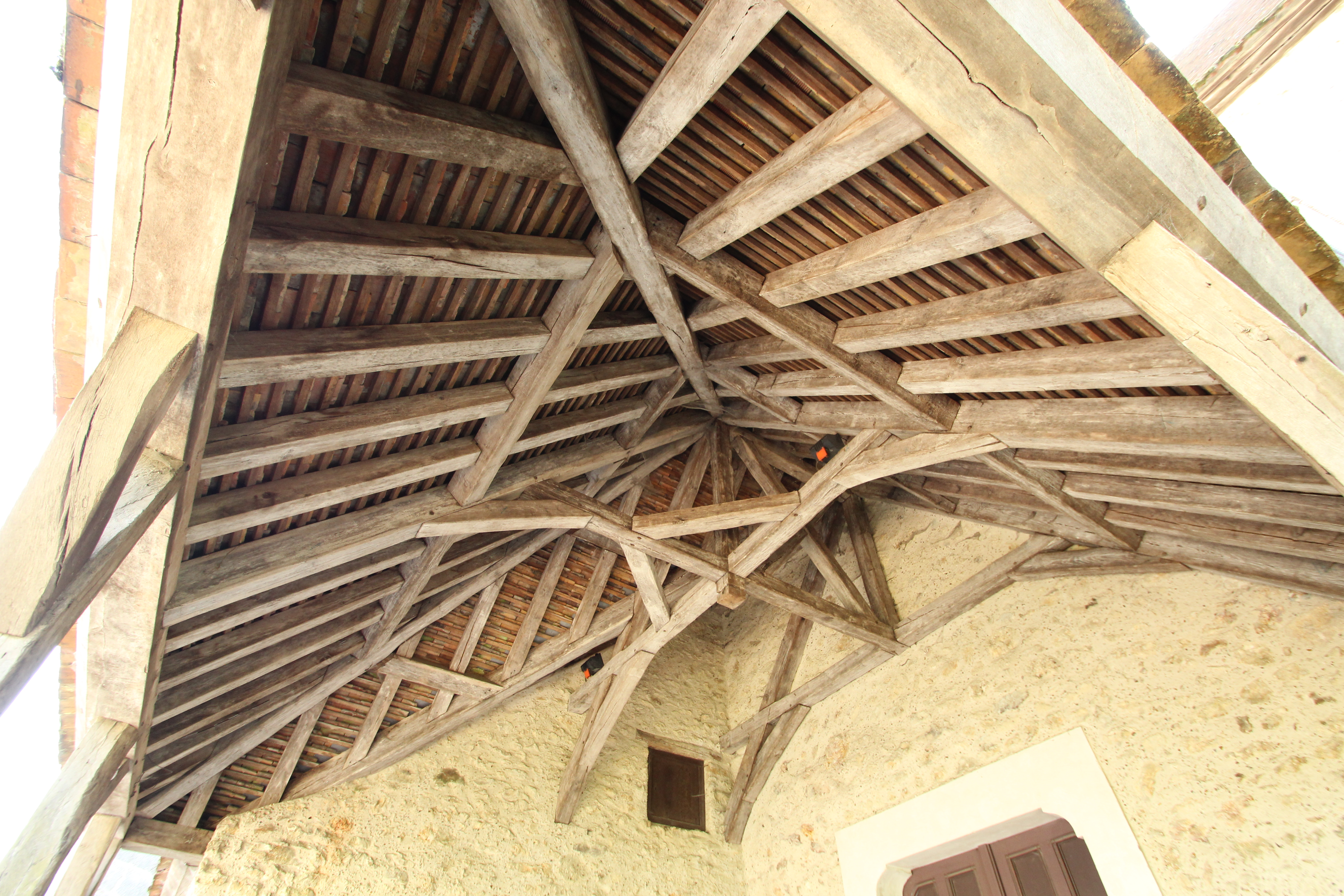
Église Saint-Brice de Cernay-la-Ville le 26 août 2015.

Elle est construite selon un plan centré. La nef se développe sur trois travées et est terminée par un chœur à chevet plat. Au sud, un collatéral s’ouvre sur un transept inachevé. Le clocher qui flanque la nef, au côté nord, sert d’appui à un porche en caquetoire,.
Les matériaux utilisés sont le moellon, la meulière, le grès et la pierre de taille.

## Reliquaire
Le reliquaire du crâne de Thibaut de Marly est vénéré dans la chapelle Sainte-Marie. Ses restes furent inhumés dans la nef de l’église abbatiale le 8 juillet 1270. La relique échappa à la destruction en 1793, et fut déposée dans le tabernacle de l’autel après la Révolution.
Redécouverte en 1968 par l’abbé Verain, elle fut authentifiée par le docteur Jean Dastugue, directeur du laboratoire d’anthropologie de Caen, dont l'expertise fut validée en juillet 1970 par Louis Simonneaux, évêque de Versailles.